# Cours achilléen
Le Cours achilléen ou la Piste d'Achille (en grec ancien Ἀχιλλήιος δρόμος / Achilléios drómos, en latin Cursus Achillis) est un cordon littoral du Pont-Euxin. Situé sur le littoral de la Scythie, dans l'actuelle Ukraine, au sud de la presqu'île de Kınburun, il s'étire, presque rectiligne, sur cent trente kilomètres de long, de la flèche de Tendra à ce qui est désormais la presqu'île de Carılğaç ou Djarylhatch, entre le golfe Borysthénique (liman commun de l'Hypanis, actuel Boug méridional et du Borysthène, actuel Dniepr) et le golfe Carcinitique.
Les navigateurs grecs, remarquant cette singularité géographique, l'ont associée au héros de l'Illiade réputé imbattable à la course, et auquel il fallait bien une telle piste pour qu'il s'exerçât avec ses compagnons,. Dans l'Antiquité, une course de chars y était organisée par la colonie voisine d'Olbia pontique au cours des jeux achilléens.

## Légende
Achille aborde ce rivage à la poursuite d'Iphigénie. Celle-ci était devenue prêtresse d'Artemis tauropolos, au service de Thoas, roi de Tauride, après s'être réfugiée ici pour échapper au sacrifice ordonné par Calchas afin d'obtenir des dieux les vents nécessaires à la flotte achéenne en partance pour Troie. C'est donc ici que le Myrmidon « aux pieds légers » (πόδας ὠκύς) instaure des jeux pour célébrer ses victoires navales.

## Histoire

### Protohistoire (-900 - -648)
Descendant des mythiques Cimmériens (« ceux des marges », κυμή en grec), que les archéologues repèrent à partir de -900 dans la civilisation de Novotcherkassk, les habitants des rives du fleuve Axiaces ((la) Axiaces) et du cours inférieur du Borysthène, eux-mêmes appelés respectivement les Axiaces ((la) Axiacae) et les Borysthènes ((la) Borystheni), entrent au VIIe siècle av. J.-C. dans la sphère politique et culturelle des Scythes, dont le centre se trouve en amont de ces fleuves. Ils accueillent sur leur côte à partir de -647 trois colonies milésiennes, filles d'Histria : Nikonion à l'embouchure du Tyras, Olbia pontique à celle de l'Hypanis, et Borysthènes à celle du Borysthène, c'est-à-dire sur l'autre rive du golfe Borysthénique, en face d'Olbia.

### Achille, héros des colons grecs (-647 - -400)
La mémoire d'Achille, plus qu'une autre, est cultivée par les Milésiens. Tous apprennent à lire dans les récits versifiés que leur poète national, Arctinos, a fait des exploits du héros. Tous savent les réciter par cœur. L’Éthiopide, centrée sur la mort d'Achille et sur la question de savoir qui sera le plus digne d'honorer sa mémoire, fait intervenir dans le cycle troyen des personnages étrangers au monde grec susceptibles de flatter chez des colons le goût pour l'exotisme.
Histria et Olbia pontique entretiennent un temple dédié au héros dans l'île des Serpents, alors appelée Leukè ou Île blanche et censée abriter le tombeau d'Achille, malgré Homère qui plaçait Leukè dans l'Hellespont (actuelles Dardanelles) et en parallèle avec le Royaume du Bosphore qui honorait également la mémoire d'Achille par une ville et son pays alentour : le pagus Achilleus, situé de l'autre côté de la presqu'île de Tauride (actuelle Crimée), sur le Bosphore cimmérien (actuel détroit de Kertch), au sud du « lac des Méotes » (actuelle mer d'Azov). Toutefois, pour les historiens russes et ukrainiens, Leukè se situerait dans le golfe Borysthénique : ce serait l'île de Berezan, où des artefacts antiques ont été également été trouvés et qui était appelée au Moyen Âge Beloberejie c'est-à-dire Blanches rives.

### Les jeux achilléens (-400 - -48)
Au IVe siècle av. J.-C., voire à une période antérieure, la colonie d'Olbia pontique obtient de la Pythie un décret approuvant l'organisation des jeux achilléens. C'est une course de chars qui se tiendra en l'honneur du héros sur la piste d'Achille au moins jusqu'en -48, date du sac de la ville par l'armée gète du chef dace Burebista.
Les jeux ne sont pas annuels mais se tiennent vraisemblablement tous les quatre ans. Ils se déroulent au moment de l'année où ont lieu les élections des archontes de la colonie, qui, elles, sont annuelles. Des spectateurs viennent de nombreuses villes du Pont Euxin, de Milet ou de l'Hellade même. La fête commence par une traversée du liman en horéïas, suivie d'une procession à travers un bois sacré.

### Rivage «barbare» (-47 à 1240)
Le cours achilléen se termine à l'ouest en face du port d'Ordessos, qui commande l'entrée du golfe Borysthénique. Ce port a été anéanti par les Goths dans les années 240 ainsi que la prospère Olbia pontique qu'avait gouvernée le roi des Scythes Scilouros.
De la fin XIe siècle au milieu du XIIe siècle, les rivages du cours achilléen, alors contrôlés par le khan des Coumans, Boniak, accueillent de nouveau des navires grecs pour une brève période, qui correspond au règne des grands princes Riourikides de la Russie kiévienne, Iziaslav et ses successeurs. Le port d'Oléchia (ru) fournit en poisson, qui y abonde, la ville de Kiev, qui devient pour quelques décennies la plus importante d'Europe après Constantinople, avant d'être détruite par l'invasion mongole.

### La presqu'île auXXIesiècle
Dans l'Ukraine moderne, après plus de deux millénaires d'alluvionnement, le cours d'Achille comporte trois sections de longueur approximativement égale : à l'Ouest la flèche de Tendra, au centre une portion du rivage de la péninsule de Kinbourn, et à l'Est la presqu'île de Djarylhatch. Selon le droit ukrainien et le droit international, il se trouve de jure dans l'oblast de Kherson.
Le cours achilléen était jusqu'en 2014 une zone naturelle, avec la forêt littorale et le parc national de Djarylhatch (56 km2), et aussi un spot de kitesurf. En 2010, il est le lieu de manœuvres conjointes, surnommées Sea breeze, entre l'US Navy et les commandos ukrainiens. La Russie considère cela comme un danger pour elle et, en 2014, annexe la Crimée et déclenche la guerre du Donbass : la piste d'Achille est alors déclarée zone militaire. En 2022, lors de l'invasion de l'Ukraine par la Russie, elle passe de facto sous administration russe, tout en restant zone militaire. Intensément arpentée par des véhicules militaires, servant de dépôt de munitions et recevant des frappes d'artillerie, elle est depuis parsemée de fosses communes et d'épaves, et polluée par des effluents chimiques phosphorés ou d'hydrocarbures.

### Sources
1. ↑  C. Ch. de Peyssonnel, Observations historiques et géographiques sur les peuples barbares qui ont habité les bords du Danube et du Pont-Euxin, p. 147, N. M. Tilliard libr., Paris, 1765.
2. 1 2 3  B. Bravo, « Une lettre sur plomb de Berezan' : colonisation et mode de contact dans le Pont », in Dialogues d'histoire ancienne, p. 142, PUFC, Besançon, 1974.
3. 1 2 3 4  B. Bravo, « Une lettre sur plomb de Berezan' : colonisation et mode de contact dans le Pont », in Dialogues d'histoire ancienne, p. 144, PUFC, Besançon, 1974.
4. ↑  Géo : « La guerre menée par la Russie entraîne-t-elle une pollution irréversible de l'écosystème ? » -  et Thomas Burgel, « Une frappe de Himars aurait tué 200 soldats russes sur l'île de Dzharylhach, proche de la Crimée » in Geo du 4 août 2023 - .